# Bent Werther Andersen
Bent Werther Andersen (3. juli 1930 – 9. november 2013) var en dansk officer og klosterforvalter.

## Militær karriere
Fra 1951 til 1957 var han pilot ved Eskadrille 724. Dernæst blev han leder af Flyvestation Værløses o-sektion fra 1. april 1957. Den 1. april 1959 spurgte general Tage Andersen, om Bent Werther Andersen ville tage med ham til Oslo, da generalen skulle tiltræde stillingen som COMAIRNORTH den 15. juni 1959 ved HQ AFNORTH i Norge.
Andersen blev midlertidig kaptajn samt adjudant og pilot for generalen. General Tage Andersen blev udnævnt som den første chef for HQ BALTAP den 15. juli 1962. Bent Werther Andersen ledsagede ham som Military Assistant (MA) og pilot fra samme dato. Da general Tage Andersen måtte forlade sin stilling grundet sygdom, blev han efterfulgt af generalløjtnant Eigil Wolff. Da general Wolff kom fra Hæren, fik han ikke stillet eget fly til rådighed. Da der nu ikke længere var behov for en pilot som Military Assistant, ophørte Andersens tjeneste ved BALTAP den 31. oktober 1963.
Fra 1. november 1963 til 14. august 1968 var han Sector Controller ved FLD 600. Den 1. november 1964 blev han udnævnt til major. Fra 15. august 1968 til 14. februar 1980 forrettede han tjeneste ved Flyvertaktisk Kommando; først som chef for TAC EVAL af Air Defence enheder. Den 1. marts 1976 blev han chef for systemsektionen, som blev oprettet i forbindelse med, at FTKs organisation blev ændret. Samtidig ophørte Andersens tid som pilot dog, eftersom han havde fået problemer med synet.

## Klosterforvalter
1. marts 1989 forlod Bent Werther Andersen Forsvaret og blev klosterforvalter ved Roskilde Kloster, hvilken stilling han varetog indtil 2004. 9. april 1999 blev han Ridder af 1. grad af Dannebrog. Han bar også Hæderstegnet for god tjeneste ved Flyvevåbnet.